# فابیانیسم
فابیانیسم (به انگلیسی: Fabianism) یک جنبش سوسیالیستی است که در انگلستان پدید آمد. هواداران این جنبش در سال ۱۸۸۴ در جامعهٔ فابین متشکل شدند و از سردمداران این جنبش، سیدنی و بئاتریس وب، جرج برنارد شاو، گراهام والاس و اچ. جی. ولز بودند.فابیانیسم  یک جنبش مسالمت‌جو است و نام خود را از نام فابیوس، سردار رومی، گرفته‌است که با استراتژی صبورانه و جنگ و گریز، هانیبال سردار کارتاژی را شکست داد. به عقیدهٔ فابین‌ها، سوسیالیسم از طریق عکس‌العمل مسالمت‌جویانه و تدریجی جامعه در برابر مالکیت انحصاری و در نتیجه پیشرفت دموکراسی سیاسی و تطبیق اصول دموکراسی بر اقتصاد و توسعهٔ مالکیت کلی و تغییر نظر نسبت به اخلاق اجتماعی و احساس مسئولیت در برابر منافع عمومی، پدید می‌آید. برنارد شاو و دیگر فابین‌ها از تئوری ارزش مارکس انتقاد می‌کردند و پیرو نظریهٔ استوارت میل و هنری جورج بودند. بعد از تشکیل حزب کارگر جامعهٔ فابین به آن پیوست اما موجودیت خود را از دست نداد و به صورت یک گروه روشنفکر برای تحقیق و تبلیغ در داخل حزب باقی ماند.